# Nesopolynema caudatum
Nesopolynema caudatum är en stekelart som beskrevs av Dmitriy Alekseevich Ogloblin 1952. Nesopolynema caudatum ingår i släktet Nesopolynema och familjen dvärgsteklar. Inga underarter finns listade i Catalogue of Life.